# Renium(IV)oxide
Renium(IV)oxide is een oxide van renium, met als brutoformule ReO2. De stof komt voor als een grijs tot zwart kristallijn poeder met een hoge dichtheid. Het kan worden aangewend als katalysator in het laboratorium.

## Synthese
Renium(IV)oxide kan bereid worden door oxidatie van renium met zuurstof:
{\displaystyle {\ce {Re + O2 -> ReO2}}}

## Kristalstructuur en eigenschappen
Renium(IV)oxide neemt een orthorombische kristalstructuur aan. Het behoort tot ruimtegroep Pbcn.